# Bêtes blondes
Pour plus de détails, voir Fiche technique et Distribution.
Bêtes blondes est une comédie dramatique française réalisée par Maxime Matray et Alexia Walther, sortie en 2018.

## Synopsis
Fabien a toujours l'air égaré, et même un peu perché, quand il se réveille. Ephémère vedette d'une sitcom des années 90, il perd régulièrement la boule et la mémoire depuis la disparition de Corinne, sa partenaire à l'écran qu'il aimait tant. Plus rien de l'étonne, pas même sa rencontre avec Yoni, un jeune garçon plein de larmes, qui trimballe dans un sac la tête de son amant, beau comme un rêve, troublant comme un souvenir, comme un reproche. Pour Fabien, il est l'heure de remonter le temps.

## Fiche technique
- Titre original : Bêtes blondes
- Réalisation : Maxime Matray et Alexia Walther
- Scénario : Maxime Matray et Alexia Walther
- Décors : Barnabé d'Hauteville
- Costumes : Sabrina Violet et Adrien Genty
- Photographie : Simon Beaufils
- Montage : Martial Salomon et Jeanne Sarfati
- Musique : Maxime Matray
- Producteur : Emmanuel Chaumet et Mathilde Delaunay
- Production : Ecce Films
- Distribution : UFO Distribution
- Pays d'origine :  France
- Langue originale : français
- Format : couleur
- Genre : comédie dramatique
- Durée : 101 minutes
- Dates de sortie :
  -  France : 
    - 21 novembre 2018 (Belfort)
    - 6 mars 2019 (en salles)

## Distribution
- Thomas Scimeca : Fabien
- Basile Meilleurat : Yoni
- Agathe Bonitzer : Katia
- Youssef Hajdi : Johann
- Paul Barge : Ricky
- Anne Rotger : Jacqueline
- Margaux Fabre : la jeune conductrice
- Pierre Moure : Arnaud
- Lucille Guillaume : Claire